# كروسكود
كروسكود هي لعبة أكشن تقمص الأدوار تم تطويرها بواسطة رادكل فيش غاميس (Radical Fish Games) بالإنجليزية وتم نشرها بواسطة ديك13. بدأ تطوير اللعبة في عام 2012، وتم تقديمها لاحقًا كمشروع تم تمويله جماعياً على إندي-جوجو في أوائل عام 2015. بعد مرحلة الوصول المبكر الطويلة لمدة ثلاث سنوات، تم إصدار كروسكود لنظام التشغيل لينكس وماك أو إس وويندوز في سبتمبر 2018، وسيتم إصدارها لأجهزة بلاي ستيشن 4 ونينتندو سويتش وإكس بوكس ون في يوليو 2020. تلقت اللعبة مراجعات إيجابية بشكل عام من النقاد.

## اللعب
كروسكود هي لعبة أكشن تقمص الأدوار ثنائية الأبعاد مستوحاة من الالعاب الرجعية، احداثها تدور في المستقبل البعيد، تجمع اللعبة بين رسومات سوبر نينتندو إنترتينمنت سيستم ذات 16 بت مع نظام قتال سريع الخطى وميكانيكيات حل الألغاز. يتحكم اللاعبون في شخصية صامتة تدعى ليّا (Lea) بالإنجليزية أثناء لعبها لعبة لعبة تقمص الأدوار كثيفة اللاعبين على الإنترنت الخيالية المعروفة باسم كروس-ورلدس (CrossWorlds) بالإنجليزية وتعني «العوالم المتقاطعة».

## التطوير والإصدار
كروسكود هي لعبة أكشن تقمص الأدوار تم تطويرها بواسطة الاستوديو الألماني رادكل فيش غاميس (Radical Fish Games) وتم نشرها بواسطة ديك13. بدأ تطوير اللعبة في عام 2012. تم تقديمها لاحقًا كمشروع إندي جوجو بتمويل جماعي في فبراير 2015،  وتم إصدارها لنظام التشغيل لينكس وماك أو إس وويندوز في مرحلة الوصول المبكر على ستيم في وقت لاحق من ذلك العام. تم إصدارها رسميًا بعيداً عن الوصول المبكر في 20 سبتمبر 2018، وسيتم إصدارها أيضًا لـ بلاي ستيشن 4 ونينتندو سويتش وإكس بوكس ون في 9 يوليو 2020.
تم تأليف الموسيقى التصويرة من قبل دنيز أكبولوت (Deniz Akbulut) بالإنجليزية ، مع إصدارها كمسار صوتي رسمي في 6 سبتمبر 2018.

## الاستقبال
| استقبال                                            |        |
| -------------------------------------------------- | ------ |
| مجموع النقاط المجموع نقاط ميتاكريتيك 86/100 [ 13 ] |        |
| مجموع النقاط                                       |        |
| المجموع                                            | نقاط   |
| ميتاكريتيك                                         | 86/100 |

 تلقت كروسكود «مراجعات مواتية بشكل عام»، وفقًا لمجمع ميتاكريتيك للمراجعة. فازت اللعبة بجائزة «اللعبة الأكثر تمويلاً من المجتمع» في حفل توزيع جوائز SXSW للألعاب.

## روابط خارجية
- الموقع الرسمي